# Aloe mitsioana
Aloe mitsioana ist eine Pflanzenart der Gattung der Aloen in der Unterfamilie der Affodillgewächse (Asphodeloideae). Das Artepitheton mitsioana verweist auf das Vorkommen der Art auf der zu Madagaskar gehörenden Insel Nosy Mitsio.

## Beschreibung

### Vegetative Merkmale
Aloe mitsioana wächst stammlos oder kurz stammbildend, verzweigt und bildet kleine Klumpen. Die 12 bis 15 aufrechten bis leicht einwärts gebogenen, lanzettlich-zugespitzten Laubblätter bilden eine Rosette. Ihre grüne, rötliche überhauchte Blattspreite ist 40 bis 50 Zentimeter lang und 6 bis 9 Zentimeter breit. Die weißen bis rötlichen Zähne am Blattrand sind 2 Millimeter lang und stehen 3 bis 10 Millimeter voneinander entfernt.

### Blütenstände und Blüten
Der Blütenstand weist zwei bis drei Zweige auf und erreicht eine Länge von 40 bis 50 Zentimeter. Die ziemlich dichten, kopfigen Trauben sind 3 bis 4 Zentimeter lang und bestehen aus 30 bis 40 Blüten, die sich von der Traubenspitze abwärts öffnen. Die weißen, rotnervigen Brakteen weisen eine Länge von 4 Millimeter auf und sind 3 Millimeter breit. Die gelben Blüten sind im Knospenstadium rot. Die Blütenstiele der obersten Blüten sind bis zu 32 Millimeter lang, die untersten Blüten sitzen. Die zylindrischen Blüten sind 32 Millimeter lang. Auf Höhe des Fruchtknotens weisen die Blüten einen Durchmesser von 6 Millimeter auf. Darüber sind sie zur Mündung allmählich auf 10 Millimeter erweitert. Ihre Perigonblätter sind fast nicht miteinander verwachsen. Die Staubblätter und der Griffel ragen kaum aus der Blüte heraus.

## Systematik und Verbreitung
Aloe mitsioana ist auf der zu Madagaskar gehörenden Insel Nosy Mitsio auf Basaltfelsen und fast vertikalen Klippen verbreitet.
Die Erstbeschreibung durch Jean-Bernard Castillon wurde 2006 veröffentlicht.

## Nachweise